# 綠斑平盲蝽
綠斑平盲蝽（学名：Zanchius marmoratus）为盲蝽科平盲蝽屬下的一个种。